# Електроенергетика Білорусі

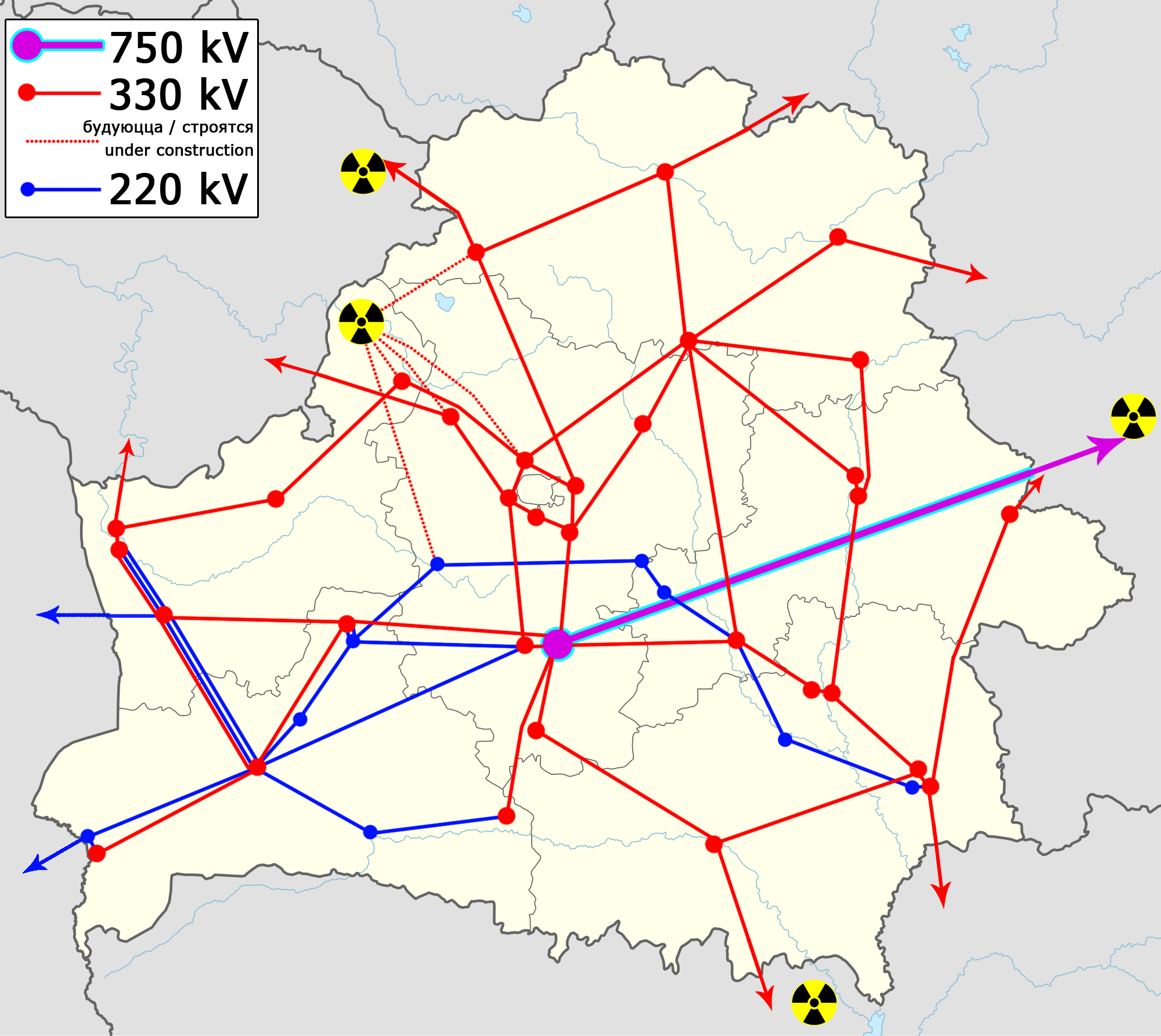
Лінії електропередач 220, 330 та 750 кВ на території Республіки Білорусь

Енергетична система Білорусії (ОЕС Білорусі).

## Історія
Білоруська енергетична система була створена як єдина енергетична система БССР 1962 року, яка сформувалася в межах енергетичної системи СРСР.
На сьогоднішній день включає в себе електростанції, котли, електричні та теплові мережі, які мають загальний режим роботи по всій Білорусі.
Очолює та керує енергетичною системою ДВЕ «Біленерго».

## Структура
До Білоруської енергосистеми входять: 6 обласних РУП — «Брестенерго», «Вітебськенерго», «Гомельенерго», «Гродноенерго», «Мінськенерго», «Могильовенерго».
На своєму балансі має 31 теплову електростанцію (спільною потужністю 7,7 ГВт), 23 блок-станції (спільною потужністю 184,4 МВт), 35 малі гідроелектростанції (спільною потужністю 13,5 МВт), 38 районні котельні.

## Вдосконалення електростанції
Фонд імені Гайнріха Бьолля був ініціатором проведення дослідження щодо можливості сталого розвитку енергетичного сектору Білорусі та переходу на відновлювані джерела енергії (ВДЕ) до 2050 року. Робота над дослідженням відбувалася у співпраці з міжнародними вченими, незалежними експертами, організаціями громадянського суспільства зі сфери енергетичної та транспортної політики. Робота по моделюванню була виконана Департаментом системного аналізу та оцінки технологій Інституту технічної термодинаміки Німецького аерокосмічного центру (DLR) при підтримці національних експертів.
Спираючись на серії доповідей Грінпіс за результатами моделювання сценаріїв Енергетичної революції для різних країн, було проведено дослідження «Енергетична революція: перспективи сталого розвитку енергетичного сектору Білорусі» у 2016—2018 роках. В роботі представлено результати моделювання базового та альтернативного сценаріїв розвитку енергетичного сектору Білорусі до 2050 р., а також продемонстровано, яким чином може бути досягнутий перехід на декарбонізовану енергетичну систему.
Із побудовою нової АЕС у 2019 році у Білорусі ввели єдину лінію нетипову для країни повітряну лінію електропередачі на 750 кВ «Смоленська АЕС — підстанція Білоруська» із подальшою реконструкцією підстанції.